# Losonczy Andor
Losonczy Andor (Budapest, 1932. június 2. – Salzburg, 2018. január 8.) magyar zeneszerző és zongoraművész.
Losonczy Dezső (1891–1950) karmester és zeneszerző fia.

## Díjak
- Liszt Ferenc nemzetközi zongoraverseny különdíja, 1956